# Ільсгофен
Ільсгофен (нім. Ilshofen) — місто в Німеччині, знаходиться в землі Баден-Вюртемберг. Підпорядковується адміністративному округу Штутгарт. Входить до складу району Швебіш-Галль.
Площа — 54,90 км2. Населення становить 6787 ос. (станом на 31 грудня 2020).